# 学校法人二階堂学園
学校法人二階堂学園（がっこうほうじんにかいどうがくえん）とは、東京都に本部を置く学校法人。

## 沿革
- 1922年設立

## 主な役職員
- 三角哲生 - 理事長
- 永島惇正 - 常務理事
- 渋谷貞夫 - 常務理事
- 内田弘保 - 常務理事
- 高橋和之 - 常務理事
- 高塚峰子 - 理事
- 坂本正一郎 - 理事
- 鈴木祐一 - 理事
- 永井多恵子 - 理事
- 金子明友 - 理事
- 斎藤勉 - 監事
- 大門隆 - 監事
- 細田重好 - 法人本部財務部長

## 設置学校
- 日本女子体育大学
- 日本女子体育大学附属二階堂高等学校
- 我孫子二階堂高等学校
- 日本女子体育大学附属みどり幼稚園
- 二階堂幼稚園

## 過去にあった学校
- 日本女子体育短期大学
- 日本女子体育専門学校 (旧制)